# Atraphaxis aucheri
Atraphaxis aucheri är en slideväxtart som beskrevs av Jaub. & Sp.. Atraphaxis aucheri ingår i släktet Atraphaxis och familjen slideväxter. Inga underarter finns listade i Catalogue of Life.